# مسجد الزلفى
مسجد الزلفى؛ يقع في ولاية السيب بمحافظة مسقط والذي افتتحه السلطان قابوس بن سعيد في ٢٧ مارس ١٩٩٢م ، و يقع على جانب شارع السلطان قابوس الرابط بين العاصمة مسقط ومحافظة جنوب الباطنة. 

## بناءه
```
بني هذا المسجد عام 1412هـ الموافق 1992م، وهو واحد من أجمل 
المساجد
 الموجودة في سلطنة عمان، ويتسع لنحو 1500 مصل، بمساحة حوالي 50 ألف متر مربع، ويمتاز مسجد الزلفى بكثرة 
قبابه
 التي يغلب عليها اللون الأخضر، ويصل عدد قبابه إلى 23 قبة مكسوة بالفسيفساء الخضراء.
[
2
]
```

## تصميمه
مسجد الزلفى والذي جاء بتصميم معماري مختلف، وخاصةً عند النظر إليه من أعلى، وترتفع القبة الرئيسية في المسجد إلى 19 مترا، ومتوسط قطرها 11 مترا ونصف المتر، بينما ترتفع المئذنة الوحيدة في المسجد إلى 44 مترا، ويتميز بقبابه الكثيرة التي يغلب عليها اللون الأخضر حيث يضم المسجد 23 قبة، هذا وتحيط بالمسجد العديد من واحات النخيل الضخمة مما يضفي هيبة وخصوصية على المكان. ويمتد المسجد على مساحة فسيحة تسمح باستيعاب 800 مصل، وتبلغ مساحة الساحة الخارجية 630 مترا مربعا وتستوعب أيضاً 700 مصل.

## مساحته
تبلغ المساحة الإجمالية للمسجد 53500 متر مربع، منها 557 مترا مربعا للصلاة، بما يسمح باستيعاب 800 مصل، وتبلغ مساحة الساحة الخارجية 630 مترا مربعا وتستوعب 700 مصل، ويرتفع المسجد عن سطح الأرض بحوالي عشر درجات، والارتفاع هو من صفات المساجد العمانية القديمة التي درج عليها بناة المساجد الحديثة درءا للأمطار والسيول .

## المسجد من الداخل
يتميز محراب المسجد باللون الذهبي الذي يغطي المساحة الداخلية له، وهو محاط بعمودين من اللون الأبيض موشحين باللون البني، وعلى الإطار الخارجي يغلب اللون الأبيض وتعطيه الرسوم الهندسية الإسلامية على إطاره الخارجي من خلال إضاءة داخلية الكثير من الجمالية، وحول المحراب منبران خشبيان صغيران أحدهما أكبر من الآخر.

## مصلى النساء
يوجد في المسجد مصلى خاص للنساء تبلغ مساحته حوالي 300 متر مربع، وهذا المصلى بني على الطراز المعماري للمسجد نفسه .

## وصلات خارجية
- النظام الإلكتروني للمساجد